# Konstantin Mikautadze
Pour le footballeur géorgien, voir Georges Mikautadze.

a Compétitions nationales et continentales officielles uniquement.

b Matchs officiels uniquement.
Dernière mise à jour le 10 mars 2025.
Konstantin Mikautadze (en géorgien : კონსტანტინე მიქაუტაძე et phonétiquement en français : Koté Mikaoutadzé), né le 1er juillet 1991 à Tbilissi (Géorgie), est un joueur international géorgien de rugby à XV, jouant au poste de deuxième ligne au CA Brive depuis 2024.

## Biographie
Konstantin Mikautadze évolue en Espoirs avec le club du SU Agen puis au Rugby club toulonnais avant de disputer des matchs professionnels avec ce dernier club lors de la saison 2011-2012. Il connaît aussi des sélections en équipes de jeunes avec l'équipe de Géorgie des moins de 20 ans.
Il honore sa première cape internationale en équipe de Géorgie le 11 juillet 2010 contre l'équipe d'Écosse A.  
De 2011 à 2015, Konstantin Mikautadze a disputé 34 matchs avec les Toulonnais dont 12 en championnat pour la saison 2014-2015 et 1 en Coupe d'Europe. La saison précédente, il joue dix matchs de championnat et cinq de Coupe d'Europe.
Konstantin Mikautadze dispute régulièrement le Championnat européen des nations avec l'équipe de Géorgie, championnat que son pays gagne en 2012-2014.
Il dispute en début d'année 2005 les cinq rencontres gagnées par la Géorgie dans le cadre du championnat européen des nations de rugby à XV 2014-2016 contre l'Allemagne, le Portugal, l'Espagne, la Russie et la Roumanie.
Il est retenu avec le club sur sélections des Barbarians pour affronter l'équipe d'Irlande le 28 mai 2015, il remporte le match 22-21.
Contre l'Uruguay le 13 juin 2015, il parvient à marquer un essai avec l'équipe de Géorgie.
À partir de la saison 2024-2025, il s'engage avec le CA Brive, évoluant alors en Pro D2. Il y signe un contrat de deux ans.

## Palmarès

### En club
- RC Toulon
  - Vainqueur du Championnat de France en 2014
  - Finaliste du Championnat de France en 2012, 2013 et 2016
- Montpellier HR
  - Finaliste du Championnat de France en 2018

- Aviron bayonnais
  - Vainqueur du Championnat de France de 2e division en 2022

### En sélection nationale
- Géorgie
  - Vainqueur du Championnat d'Europe en 2012, 2014 et 2016